# Diavoli Vicenza 2022-2023
Questa pagina raccoglie i dati riguardanti i Diavoli Vicenza nelle competizioni ufficiali della stagione 2022-2023.

## Stagione
I Diavoli iniziano gli allenamenti il 20 agosto 2022.

## Organigramma societario
Dal sito internet ufficiale della società.
Area direttiva
- Presidente: Daniela Repele
- Presidente Onorario: Cav. Lino Dori
- Vice Presidente: Pietro Betello
- Responsabile Amministrativo: Claudio Roncaccioli

Area comunicazione
- Addetto stampa: Sabrina Nicoli

Serie A1
- Allenatore: Denis SOmmadossi

Serie B
- Responsabile serie B: Pietro Betello
- Allenatore: Mattia Betello

Settore Giovanile
- Responsabile settore giovanile:
- Allenatore: Fabrizio Maran

## Serie A1
| Acquisti e prestiti | Acquisti e prestiti | Acquisti e prestiti       |
| Ruolo               | Nome                | da                        |
| ------------------- | ------------------- | ------------------------- |
| D                   | Tobia Vendrame      | Hockey Club Milano 24     |
| D                   | Corey Mitchel Hodge | Hockey Club Milano 24     |
| D                   | Lorenzo Campulla    | Ghosts Hockey Team Padova |
| D                   | Francesco Campulla  | Ghosts Hockey Team Padova |

| Cessioni e prestiti | Cessioni e prestiti | Cessioni e prestiti | Cessioni e prestiti |
| Ruolo               | Nome                | a                   |                     |
| ------------------- | ------------------- | ------------------- | ------------------- |
| A                   | [[]]                |                     |                     |

## Rosa
| #  | Ruolo      | Naz.                   | Nome e Cognome          |
| -- | ---------- | ---------------------- | ----------------------- |
| 1  | Portiere   | Italia (bandiera)      | Ermanno Laner           |
| 35 | Portiere   | Italia (bandiera)      | Filippo Olando          |
| 39 | Portiere   | Italia (bandiera)      | Michele Frigo           |
| 3  | Difensore  | Italia (bandiera)      | Gianluca Cantele        |
| 5  | Difensore  | Italia (bandiera)      | Lorenzo Campulla        |
| 13 | Difensore  | Stati Uniti (bandiera) | Corey Mitchel Hodge     |
| 14 | Difensore  | Stati Uniti (bandiera) | Nathan Sigmund          |
| 24 | Difensore  | Italia (bandiera)      | Francesco Campulla      |
| 26 | Difensore  | Italia (bandiera)      | Tobia Vendrame          |
| 4  | Attaccante | Italia (bandiera)      | Filippo Chiamenti       |
| 9  | Attaccante | Italia (bandiera)      | Andrea Delfino Capitano |
| 10 | Attaccante | Italia (bandiera)      | Claudio Tabanelli       |
| 13 | Attaccante | Italia (bandiera)      | Lorenzo Dell'uomo       |
| 16 | Attaccante | Italia (bandiera)      | Filippo Centofante      |
| 21 | Attaccante | Italia (bandiera)      | Carlo Trevisan          |
| 29 | Attaccante | Italia (bandiera)      | Riccardo Montolli       |
| 33 | Attaccante | Italia (bandiera)      | Fabrizio Pace           |
| 58 | Attaccante | Italia (bandiera)      | Nicola Frigo            |
| 95 | Attaccante | Italia (bandiera)      | Filippo Centofante      |
| 97 | Attaccante | Italia (bandiera)      | Davide Dal Sasso        |